# 릴리아나 코모로프스카
릴리아나 코모로프스카(폴란드어: Liliana Komorowska, 1956년 4월 9일~)는 폴란드의 배우, 영화 감독, 영화 프로듀서이다.

## 작품 목록

### 영화
- 뷰티 앤 더 브레스트 (2012년)
- 회색 악마 (2009년)
- 펑키 멍키 (2004년)
- 히틀러 (2003년)
- 익스트림 OPS (2002년)
- 로얄 스캔들 (2001년)
- 아트 오브 워 (2000년) - 제너 노박 역
- 신 적과의 동침 (1997년)
- 어싸인먼트 (1997년)
- 스크리머스 (1995년)
- 너클 웨폰 (1993년)
- 스캐너스 3 (1992년)
- 미궁 속의 알리바이 (1989년)
- 쏘냐 (1988년)
- 워 앤드 러브 (1985년)